# Fabius Planciades Fulgentius
Fabius Planciades Fulgentius, gyakran csak Fulgentius (480 körül – 550 körül) késő ókori római nyelvész.
Afrikában élt. Nyelvezete ízléstelen, nagyotmondó frázisok halmaza, telve hosszú lélekzetű körmondatokkal, túlterhelt mondatszerkesztéssel és nyelvtani szabálytalanságokkal. Négy írás maradt fenn tőle: 
- a) Mythologiarum II. III., nevek és mítoszok kalandos magyarázata;
- b) Vergiliana continentia az Eneis tartalmának allegorikus magyarázata, amit Vergiliussal adat elő;
- c) De aetatibus mundi, világtörténelem-féle, szegényes tartalommal;
- d) Expositio sermonum antiquorum, maga csinálta idézetekkel